# Enrico Magazzini
Enrico Magazzini (né le 27 avril 1988 à Empoli, dans la province de Florence en Toscane) est un coureur cycliste italien.

## Biographie
Dans les rangs amateurs, Enrico Magazzini se distingue en 2009 en prenant la deuxième place du Grand Prix Industrie del Marmo derrière le Brésilien Carlos Manarelli. En juillet de la même année, il rejoint l'équipe Lampre-NGC, et participe notamment aux semi-classiques italiennes, où il obtient la 6e place de la Coppa Bernocchi. Il court toujours en 2010 pour Lampre-Farnese Vini. 

## Palmarès
- 2005
  - 4e étape du Giro della Lunigiana
- 2006
  - 2e du Trofeo Dorigo Porte
  - 3e du Tour de Toscane juniors
  - 3e du Tre Ciclistica Bresciana
- 2007
  - Coppa del Grano
- 2008
  - 2e de la Coppa del Grano
  - 2e du Trophée Mario Zanchi
  - 2e du Circuito Valle del Resco
  - 3e du Gran Premio Montanino
  - 3e du Trophée Tempestini Ledo
- 2009
  - 2e du Grand Prix Industrie del Marmo
  - 3e du Gran Premio Montanino
  - 3e du Trophée Matteotti espoirs
  - 3e de Parme-La Spezia